# نظرية التعلم (تعليم)

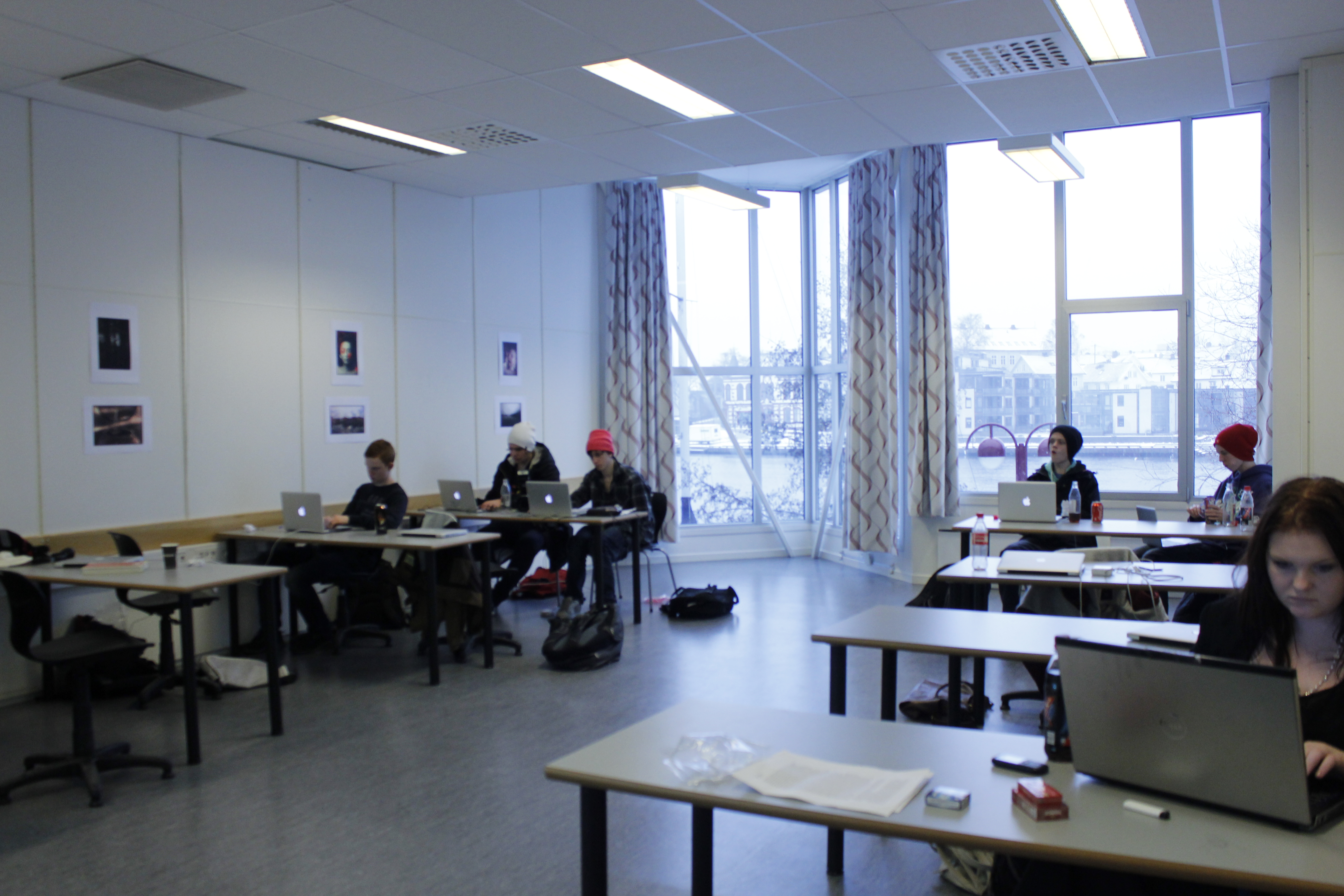

نظرية التعلم هي مجموعة من النظريات التي وُضعت في بدايات القرن العشرين الميلادي واستمر تطويرها حتى وقتنا الراهن وأول المدارس الفلسفية التي اهتمت بنظريات التعلم والتعليم كانت المدرسة السلوكية رغم أن بوادر نظريات مشابهة بُدأ العمل بها في المرحلة ما قبل السلوكية.

## النظرية السلوكية

### النشأة
ظهرت المدرسة السلوكية سنة 1912  م في الولايات المتحدة الأميركية، ومن أشهر مؤسسيها جون واطسون.
من مرتكزات النظرية التمركز حول مفهوم السلوك من خلال علاقته بعلم النفس، والاعتماد على القياس التجريبي، وعدم الاهتمام بما هو تجريدي غير قابل للملاحظة والقياس.

### طبيعة ومفاهيم النظرية الإجرائية (السلوكية)
- السلوك: يعرفه بورهوس فريدريك سكينر بأنه مجموعة استجابات ناتجة عن مثيرات المحيط الخارجي القريب. وهو إما أن يتم دعمه وتعزيزه فيتقوى حدوثه في المستقبل أو لا يتلقى دعما فيقل احتمال حدوثه في المستقبل.
- المثير والاستجابة: تغير السلوك هو نتيجة واستجابة لمثير خارجي.
- التعزيز والعقاب: من خلال تجارب إدوارد لي ثورندايك يبدو أن تلقي التحسينات والمكافآت بصفة عامة يدعم السلوك ويثبته، في حين أن العقاب ينتقص من الاستجابة وبالتالي من تدعيم وتثبيت السلوك.
- التعلم: هو عملية تغير شبه دائم في سلوك الفرد.[1]

### بعض المبادئ في النظرية الإجرائية
- من تجارب المتعلم وتغيرات استجابته.
- التعلم مرتبط بالنتائج.
- التعلم يرتبط بالسلوك الإجرائي الذي نريد بناءه.
- التعلم يُبنى بدعم وتعزيز الأداءات القريبة من السلوك

### النظرية السلوكية
هي نظرية تهتم بدراسة السلوك  دراسة علمية على النهج التجربي، باعتبار سلوك التعلم قابلا للملاحظة والتحليل والقياس، ويمكن تغييره إنطلاقا من ضبط الشروط المحيطة التي تؤدي إلى ظهوره.
إن أفكار بورهوس فريدريك سكينر وأطروحاته، قد أحدثت عدة تغييرات في التفكير التربوي والبيداغوجي بصفة عامة. فسكينر يعتبر مثلا أن الطفل في البيداغوجيا الكلاسيكية كان يتعلم لينجو من العقاب، مع غياب كل أشكال الدعم.

#### المضمون المعرفي
- محدد الإثارة: كل مضمون معرفي يقدم للتلميذ لابد أن تتوفر فيه شروط قادرة على إثارة الاهتمام والميول والحوافز.
- محدد العرض النسقي للمادة: ومعناه تفكيك وتقسيم المادة وفق وقائع ومعطيات، مع ضبط العلاقات بين مكوناتها، ثم تقديمها وفق تسلسل متدرج ومتكامل.
- محدد التناسب والتكيف: إن المادة المقدمة للتلميذ يجب أن تتناسب ومستوى نموه من جميع النواحي.
- محدد التعزيز الفوري: كلما تم سفيان الاستجابات الإجرائية الايجابية عند المتعلم كلما وقع التعلم بسرعة أكبر.

## نظرية التعلم الغشتالتي
ظهرت المدرسة الغشتالتيه يد ماكس فريتمر، كورت كوفكا وجالج كوهلر هؤلاء العلماء المؤسسون رفضوا ما جاءت به المدرسة الميكانيكية الترابطية من أفكار حول النفس الإنسانية. فقاموا بإحلال المدرسة الجشطلتية محل المدرسة الميكانيكية الترابطية، وجعلوا من مواضيع دراستهم: سيكولوجيا التفكير ومشاكل المعرفة.

### مفاهيم الغشتالتي
- الغشتالتي: هو أصل التسمية لهذه المدرسة، ويعني كل مترابط الأجزاء باتساق وانتظام، بحيث تكون الأجزاء المكونة له في ترابط دينامي فيما بينها من جهة، ومع الكل ذاته من جهة أخرى. فكل عنصر أو جزء من الغشتالتي له مكانته ودوره ووظيفته التي تتطلبها طبيعة الكل [3]
- البنية: تتكون من العناصر المرتبطة بقوانين داخلية تحكمها ديناميا ووظيفيا.
- الاستبصار: كل ما من شأنه اكتساب الفهم من حيث فهم كل الأبعاد ومعرفة الترابطات بين الأجزاء وضبطها.
- التنظيم: تحدد سيكولوجيا التعلم الجشطلتية القاعدة التنظيمية لموضوع التعلم التي تتحكم في البنية.
- إعادة التنظيم: ينبغي أثناء التعلم العمل على إعادة الهيكلة والتنظيم نحو تجاوز أشكال الغموض والتناقضات ليحل محلها الاستبصار والفهم الحقيقي.
- الانتقال: تعميم التعلم على مواقف مشابهة في البنية الأصلية ومختلفة في أشكال التمظهر.
- الدافعية الأصلية: تعزيز التعلم ينبغي أن يكون نابعا من الداخل.
- الفهم والمعنى: يتحقق التعلم عند تحقق الفهم الذي هو مشف استبصاري لمعنى الجشطلت، أي كشف جميع العلاقات المرتبطة بالموضوع، والانتقال من الغموض إلى الوضوح.

### التعلم والنظرية الغشتالتية
نظرة المدرسة الغشتالتية للتعلم تختلف عن نظرة المدرسة السلوكية، فإذا كانت هذه الأخيرة، وكما سبق ذكره تربط التعلم بالمحاولة والخطأ والتجربة، فالمنظرون للنظرية الجشطلتية يعتبرون أن التجارب على الحيوانات، لا يمكن تطبيقها على الإنسان، وفي هذا الصدد يقول كورت كوفكا:
.
وهكذا دون ذكر كافة انتقادات الغشتالتية للسلوكيين، فالتعلم حسب وجهة نظر الغشتالتية يرتبط بإدراك الكائن لذاته ولموقف التعلم، فهم يرون التعليم النموذجي يكون بالإدراك والانتقال من الغموض إلى الوضوح. يرى أن الطفل يكون له سلوك غير منظم تنظيما كافيا، وأن البيئة والمجتمع هو الذي يضمن لهذا السلوك التنظيم المتوخى.
إن علماء الغشتالتية يرون أن كل تعلم تحليلي ينبني على الإدراك، وهو أيضا فعل شيء جديد، بالإضافة لإمكانية انتقاله لمواقف تعليمية جديدة الشيء الذي يسهل بقاءه في الذاكرة لزمن طويل...

### مبادئ التعلم في النظرية الغشتالتية
نورد بعض مبادئ التعلم حسب وجهة نظر غشتالتية :
1. الاستبصار شرط للتعلم الحقيقي.
2. إن الفهم وتحقيق الاستبصار يفترض إعادة البنينة.
3. التعلم يقترن بالنتائج.
4. الانتقال شرط التعلم الحقيقي.
5. الحفظ والتطبيق الآلي للمعارف تعلم سلبي.
6. الاستبصار حافز قوي، والتعزيز الخارجي عامل سلبي.

### النظرية الغشتالتية والتربية
ساهمت نظرية التعلم في تغيير وتطوير السياسات التعليمية والتربوية في عدة دول، وذلك في النصف الأول من القرن العشرين الميلادي. تحتكم بيداغوجيا الجشطلت من مبدأ الكل قبل الجزء، الشيء الذي يعني إعادة التنظيم والبنية الداخلية لموضوع التعلم.
لقد استفاد الديداكتيك من النظرية الجشطلتية، فأصبح التعليم يبدأ من تقديم الموضوع شموليا، فجزئيا وفق مسطرة الانتقال من الكل إلى الجزء، دون الإخلال بالبنية الداخلية، وفي نفس الوقت تحقيق الاستبصار على كل جزء على حدة.

## نظرية التعلم البنائية
نظرية التعلم البنائية (بالفرنسية: Le Structuralisme) والتي رائدها جان بياجيه، نظرية مختلفة عن نظريات التعلم الأخرى. فبياجي يرى أن التعلم يكتسب عن طريق المنبع الخارجي.

### المفاهيم الملتصقة بنظرية التعلم البنائية
- مفهوم التكيف: هنا يعتبر غاية التطور النمائي، وهو أيضا عملية الموازنة بين المحيط والجهاز العضوي. الذي يهدف للقضاء على حالات الاضطراب واللانتظام.بمعني الانسجام والتاقلم بين أفراد الجماعات.
- مفهوم الاستيعاب والتلاؤم: هو مفهوم أخده بياجي من البيولوجيا. فالاستيعاب هو أن تتم عملية دمج المعارف والمهارات ضمن النسيج المعرفي حتى تصبح عادة مألوفة. والتلاؤم هو عملية التغير والتبني الهادفة للحصول على التطابق بين المواقف الذاتية مع مواقف الوسط والبيئة.
- مفهوم التنظيم (بالإنجليزية: organization): دمج المعلومات القديمة للفرد والموجودة في البنية الذهنية مع المعلومات الجديدة التي اكتسبها المتعلم.
- نظرية التعلم البنائية(بالفرنسية: le constructivisme): تعتبر نظرية التعلم البنائية (أو التكوينية) من أهم النظريات التي أحدثت ثورة عميقة في الأدبيات التربوية الحديثة خصوصا مع جان بياجيه، الذي حاول أنطلاقا من دراساته المتميزة في علم النفس الطفل النمائي أن يمدنا بعدة مبادئ ومفاهيم معرفية علمية وحديثة طورت الممارسة التربوية. كما أنه طبق النتائج المعرفية لعلم النفس النمائي على مشروعه الابستيمي (الابستمولوجيا التكوينية)، ولمقاربة هذه النظرية البنائية في التعلم سيتم أولا التعرف على أهم المفاهيم المركزية المؤطرة لها، ثم أهم مبادئها، وبعد ذلك سيتم التعرف على الأبعاد التطبيقية لهذه النظرية في حقل التربية.

#### المفاهيم المركزية لنظرية التعلم البنائية
- مفهوم التكيف: التعلم هو تكيف عضوية الفرد مع معطيات وخصائص المحيط المادي والاجتماعي عن طريق استدماجها في مقولات وتحويلات وظيفية، والتكيف هو غاية عملية الموازنة بين الجهاز العضوي ومختلف حالات الاضطراب واللاإنتظام الموضوعية أو المتوقعة والموجود في الواقع، وذلك من خلال آليتي التلاؤم (بالفرنسية: l’accommodation) والاستيعاب (بالفرنسية: l’assimilation):
  - التلاؤم هو تغيير في استجابات الذات بعد استيعاب معطيات الموقف أو الموضوع باتجاه تحقيق التوازن.
  - الاستيعاب هو إدماج للموضوع في بنيات الذات، والملائمة هي تلاؤم الذات مع معطيات الموضوع الخارجي.
- مفهوم الموازنة والضبط الذاتي: الضبط الذاتي هو نشاط الذات باتجاه تجاوز الاضطراب، والتوازن هو غاية اتساقه.
- مفهوم السيرورات الإجرائية: إن كل درجات التطور والتجريد في المعرفة وكل أشكال التكيف، تنمو في تلازم جدلي، وتتأسس كلها على قاعدة العمليات الإجرائية أي الأنشطة العملية الملموسة.
- مفهوم التمثل والوظيفة الرمزية: التمثل، عند جان بياجي، ما هو سوى الخريطة المعرفية التي يبنيها الفكر عن عالم الناس والأشياء، وذلك بواسطة الوظيفة الترميزية، كاللغة والتقليد المميز واللعب الرمزي... والرمز يتحدد برابط التشابه بين الدال والمدلول أما التمثل فهو إعادة بناء الموضوع في الفكر بعد أن يكون غائبا.
- مفهوم خطاطات الفعل: الخطاطة هو نموذج سلوكي منظم يمكن استعماله استعمالا قصديا، وتتناسق الخطاطة مع خطاطات أخرى لتشكل أجزاء للفعل، ثم أنساقا جزيئة لسلوك معقد يسمى خطاطة كلية. وإن خطاطات الفعل تشكل، كتعلم أولي، ذكاء عمليا هاما، وهو منطلق الفعل العملي الذي يحكم الطور الحسي ـ الحركي من النمو الذهني.

#### مبادئ التعلم في النظرية البنائية
من أهم مبادئ التعلم في هذه النظرية: التعلم لا ينفصل عن التطور النمائي للعلاقة بين الذات والموضوع؛ التعلم يقترن باشتغال الذات على الموضوع وليس باقتناء معارف عنه؛ الاستدلال شرط لبناء المفهوم، حيث المفهوم يربط العناصر والأشياء بعضها ببعض والخطاطة تجمع بين ما هو مشترك وبين الأفعال التي تجري في لحظات مختلفة، وعليه فإن المفهوم لايبنى إلا على أساس استنتاجات استدلالية تستمد مادتها من خطاطات الفعل؛ الخطأ شرط التعلم، إذ أن الخطأ هو فرصة وموقف من خلال تجاوزه يتم بناء المعرفة التي نعتبرها صحيحة؛ الفهم شرط ضروري للتعلم؛ التعلم يقترن بالتجربة وليس بالتلقين؛ التعلم هو تجاوز ونفي للاضطراب.

#### النظرية البنائية في حقل التربية
حسب جان بياجيه التعلم هو شكل من أشكال التكيف من حيث هو توازن بين استيعاب الوقائع ضمن نشاط الذات وتلاؤم خطاطات الاستيعاب مع الوقائع والمعطيات التجريبية باستمرار. فالتعلم هو سيرورة استيعاب الوقائع ذهنيا والتلاؤم معها في نفس الوقت. كما أنه وحسب النظرية البنائية مادام الذكاء العملي الإجرائي يسبق عند الطفل الذكاء الصوري، فإنه لا يمكن بيداغوجيا بناء المفاهيم والعلاقات والتصورات والمعلومات ومنطق القضايا إلا بعد تقعيد هذه البناءات على أسس الذكاء الإجرائي.
وعليه، وحسب بياجي، يجب تبني الضوابط التالية في العمل التربوي والتعليمي: جعل المتعلم يكون المفاهيم ويضبط العلاقات بين الظواهر بدل استقبالها عن طريق التلقين؛ جعل المتعلم يكتسب السيرورات الإجرائية للمواضيع قبل بنائها رمزيا؛ جعل المتعلم يضبط بالمحسوس الأجسام والعلاقات الرياضية، ثم الانتقال به إلى تجريدها عن طريق الاستدلال الاستنباطي؛ يجب تنمية السيرورات الاستدلالية الفرضية الاستنباطية الرياضية بشكل يوازي تطور المراحل النمائية لسنوات التمدرس؛ إكساب المتعلم مناهج وطرائق التعامل مع المشكلات واتجاه المعرفة الاستكشافية عوض الاستظهار؛ تدريبه على التعامل مع الخطأ كخطوة في اتجاه المعرفة الصحيحة؛ اكتساب المتعلم الاقتناع بأهمية التكوين الذاتي.
إلا أن النظرية الحديثة تقول بأن التعلم الحقيقي لن يتم بناء على ما سمعه المتعلم حتى ولو حفظه وكرره أمام المعلم .. وتؤكد النظرية ( البنائية ) الحديثة أن الشخص يبني معلوماته داخليا متأثرا بالبيئة المحيطة به والمجتمع واللغة وأن لكل متعلم طريقة وخصوصية في فهم المعلومة وليس بالضرورة أن تكون كما يريد المعلم … إذن فانهماك المعلم في إرسال المعلومات للمتعلم وتأكيدها وتكرارها لن يكون مجديا في بناء المعلومة كما يريدها في عقل المتعلم
والمطلوب من المعلم التركيز على ( تهيئة بيئة التعلم) و( المساعدة في الوصول لمصادر التعلم )
والفرق الجوهري أن النظرية التقليدية تعتبر التعلم هو نقل المعلومات إلى المتعلم فحسب بينما النظرية البنائية تعتبر أن التعلم عند هذه النقطة لم يبدأ بعد وإنما يبدأ بعدها فالتعلم هو ما يحدث بعد وصول المعلومات إلى المتعلم الذي يقوم بصناعة المعنى الشخصي الذاتي الناتج عن المعرفة
وقد حدث على إثر تطبيق هذه النظرية تغير كبير في طرق وأساليب التعليم والتعلم وطرق التدريس وبيئته وكذلك في تقويمه والإشراف عليه

### أسس النظرية البنائية
1ـ يبني الفرد المعرفة داخل عقله ولا تنتقل إليه مكتملة
2ـ يفسر الفرد ما يستقبله ويبني المعنى بناء على ما لديه من معلومات
3ـ للمجتمع الذي يعيش فيه الفرد أثر كبير في بناء المعرفة